# Schloss Alwind

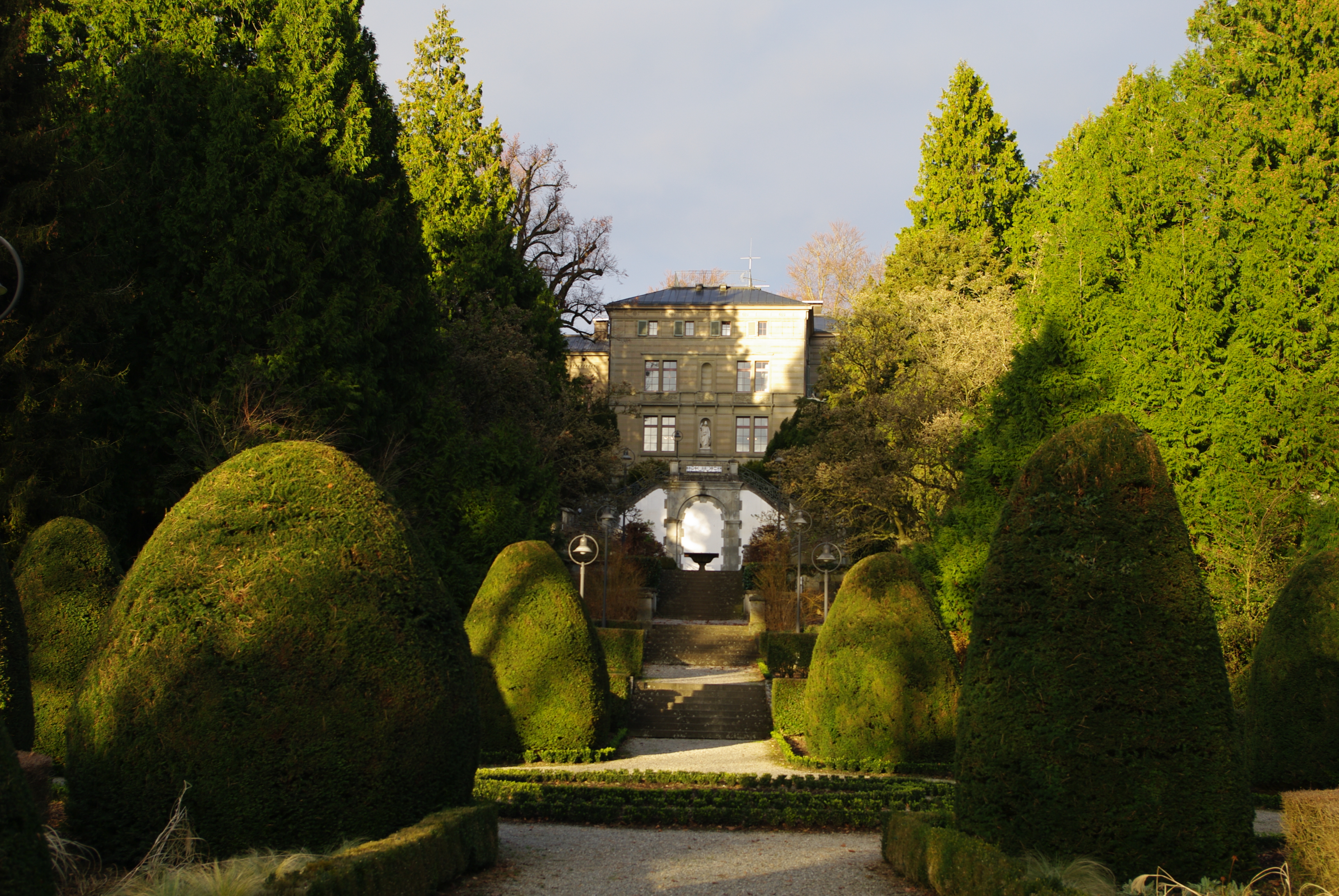
Blick auf Villa Alwind

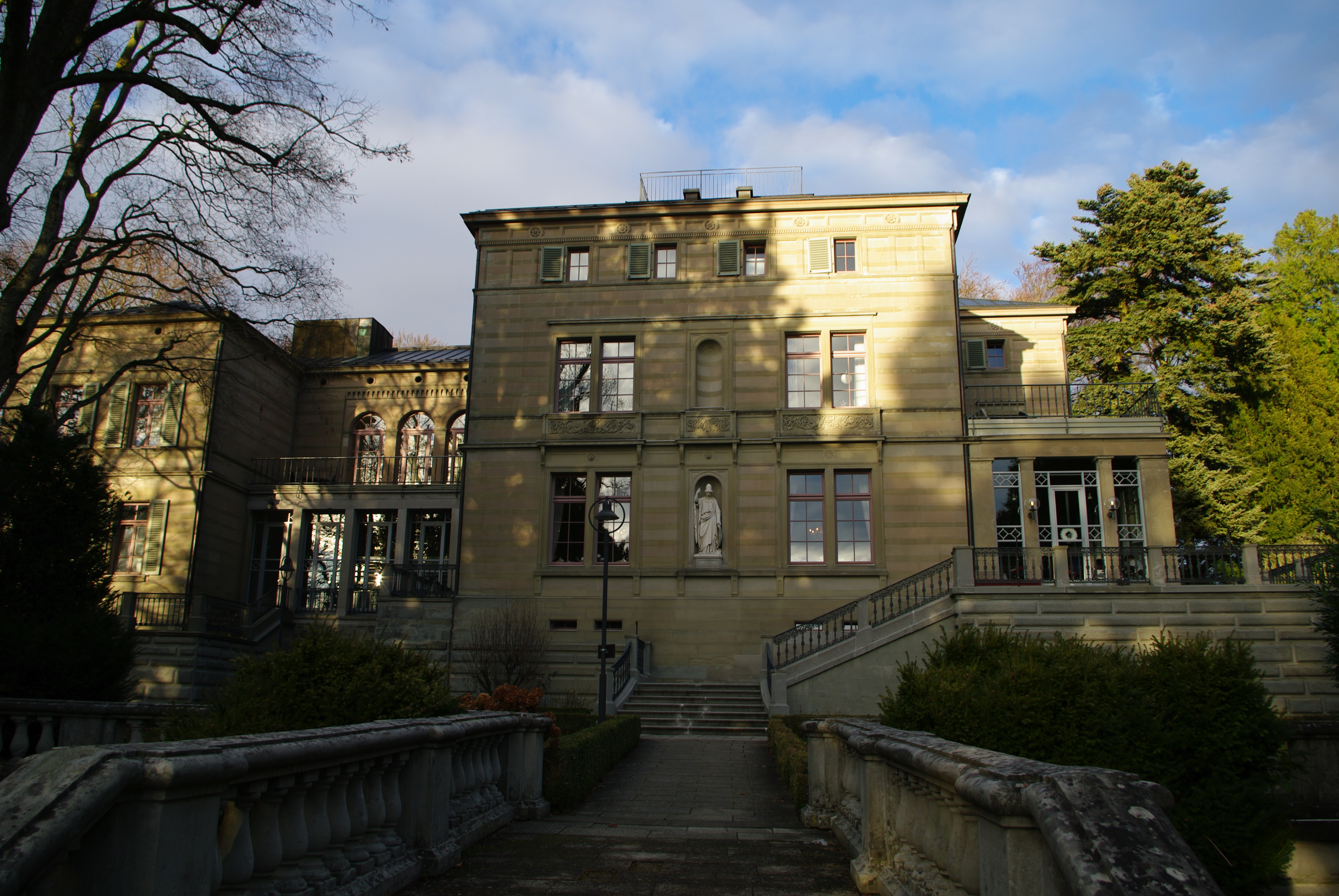
Villa Alwind, Hauptbau

Schloss Alwind (eigentlich Villa Alwind) ist ein herrschaftliches Haus in Bad Schachen in der Stadt Lindau (Bodensee) im Landkreis Lindau (Bodensee). Es befindet sich südwestlich von Bad Schachen in Seelage.

## Geschichte
Der Begriff „Alwind“ oder „Allwind“ wird zum ersten Mal 1370 urkundlich erwähnt und bezeichnet eine „allen Winden“ ausgesetzte Stelle auf einer Anhöhe, an der heutigen Stadtgrenze zwischen Lindau und Wasserburg.
Im 15. Jahrhundert gehörte das Grundstück zum Besitz der alten Lindauer Familie von Hoechst. 1455 errichtete Johann von Hoechst hier ein Schlösschen, das er „Alwind“ nannte. Drei Jahrhunderte lang wechselten die Besitzer stetig.
1797 erwarb es die Lindauer Patrizierfamilie Gruber, in deren Besitz es fast 200 Jahre bis zum Ende des 19. Jahrhunderts blieb. 1852 ließ Georg Gruber das mittelalterliche Bauwerk abreißen – um an gleicher Stelle die heutige Villa Alwind entstehen zu lassen. 1905 kaufte sie der Textilindustrielle Leopold König. 1928 erfolgte die Neugestaltung der Parkanlage als barocker Terrassengarten durch Dr. Beckmann aus Solingen.
Ab 1951 erfolgte die Nutzung als Erholungsheim der Deutschen Bundespost, 1985–1988 wurde es umgebaut und saniert. 

## Baubeschreibung
Es handelt sich um ein Baudenkmal, die amtliche Beschreibung lautet:
- Villa Alwind: klassizistischer zweigeschossiger Bau mit Mezzanin, Flachwalmdach und asymmetrischen Seitentrakten, Fassaden aus verschiedenfarbigem Sandstein mit zarten Gliederungen, mit Terrassen und Freitreppe, (von Ludwig Johann Sutter oder Johann Christoph Kunkler), 1852/53
- Nebengebäude und Remise, Langtrakt mit zwei Giebelbauten, wohl gleichzeitig
- Park im englischen Stil, Mitte 19. Jahrhundert
- klassizistischer Gedenkstein für Georg Gruber (1800–1861)
- sogenannter Alwindpark, weitläufiger, z. T. geometrischer Terrassengarten mit mediterraner Vegetation, um 1920 angelegt, mit Freitreppenanlage und Straßenbrücke; am Seeufer Futtermauer, Seetreppe, Hafenanlage mit Löwendenkmal, um 1920.